# ويليس الستون
ويليس الستون (بالإنجليزية: Willis Alston) (و. 1769 – 1837 م) هو سياسي من الولايات المتحدة الأمريكية. ولد في مقاطعة هاليفاكس (كارولاينا الشمالية). كان عضوًا في الحزب الديمقراطي الأمريكي.
توفي في مقاطعة هاليفاكس (كارولاينا الشمالية)، عن عمر يناهز 68 عاماً.

## مناصب
تولى منصب عضو مجلس النواب الأمريكي، وعضو مجلس نواب ولاية كارولينا الشمالية.